# Tratado Carrillo-Obarrio
El Tratado Carrillo-Obarrio fue un acuerdo de amistad y de comercio entre el Estado Libre de Costa Rica y el Estado del Istmo (hoy Panamá), el 22 de septiembre de 1841, firmado en San José entre el Jefe de Estado costarricense Braulio Carrillo y el enviado istmeño Pedro de Obarrio, a nombre del Jefe de Estado Tomás Herrera.

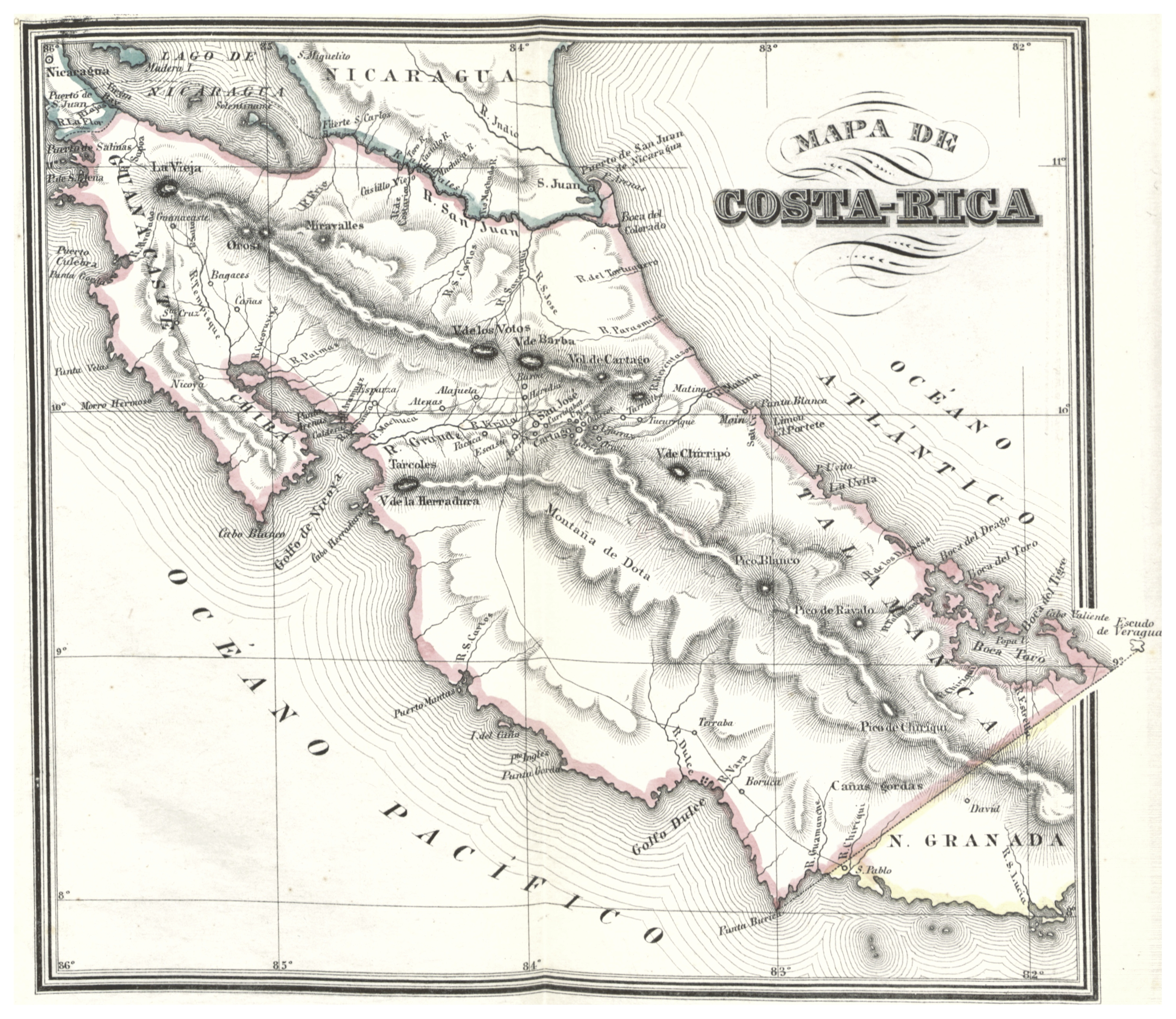
Mapa de Costa Rica de 1850, con la línea Carrillo-Obarrio como límite con Panamá.

En el tratado, compuesto de cinco artículos, Costa Rica reconocía al Estado del Istmo como una nación independiente de la República de Nueva Granada, separación hecha el 18 de noviembre de 1840. Además, el tratado establecía un servicio de correo terrestre mensual entre ambas naciones y el establecimiento recíproco de cónsules.
También el tratado buscaba una solución para la frontera sur de Costa Rica. Tras la ocupación de Bocas del Toro en 1836 por parte de la Nueva Granada, Costa Rica estuvo reclamando dicho territorio como suyo, pero la superioridad de la Nueva Granada hizo a Costa Rica abstenerse de un conflicto mayor. Sin embargo, tras la separación del istmo de Panamá, fue una oportunidad para reclamar el asunto fronterizo ante una nación con menor poder.
En dicho tratado, Costa Rica tenía el derecho de reclamar Bocas del Toro y fijar la frontera de ambos países en una línea entre la isla Escudo de Veraguas y la desembocadura del río Chiriquí Viejo. Panamá no objetó dicho cambio en la frontera, principalmente porque buscaba que Costa Rica lo reconociera como nación independiente y establecer relaciones comerciales con éste.
El congreso istmeño lo aprobó el 9 de diciembre de 1841 y Tomás Herrera lo sancionó al día siguiente. No obstante, Costa Rica demoró en aprobar y sancionar el tratado, ya que el Estado del Istmo se reintegró a la Nueva Granada el 31 de diciembre de 1841, y no fue hasta el 28 de enero de 1842 cuando Carrillo lo sancionó, quedando nulo el tratado.